# إنترنيوز
إنترنيوز (بالإنجليزية: Internews) والتي كانت سابقاً إنترنيوز نيتورك (بالإنجليزية: Internews Network)، هي منظمة غير ربحية تأسست عام 1982 في كاليفورنيا في الولايات المتحدة الأمريكية. أنشأها كل من ديفيد إم هوفمان، كيم سبنسر، وإيفلين ميسنجر. تتولى جان بورغولت منصب الرئيسة التنفيذية للمنظمة.

## التمويل والانتقادات
اتهمت وكالة الأناضول منظمة إنترنيوز بالتورط في "الترويج للرقابة الخفية والسيطرة على وسائل الإعلام" وحصولها على تمويل كبير من الحكومة الأمريكية. ذكر مركز النزاهة العامة أن "الغالبية العظمى من أنشطة إنترنيوز تحصل على تمويل من الوكالة الأمريكية للتنمية الدولية ومصادر اتحادية أخرى"، كما ضم مجلس إدارتها عدة مسؤولين أمريكيين سابقين.
| السنة | الحصة [%] | إجمالي الإيرادات [$] | مساهمات الحكومة [$] |
| ----- | --------- | -------------------- | ------------------- |
| 2001  | 81.59     | 17,392,360           | 14,190,285          |
| 2002  | 78.31     | 19,178,928           | 15,019,035          |
| 2003  | 84.28     | 22,678,135           | 19,112,784          |
| 2004  | 93.85     | 26,713,336           | 25,069,832          |
| 2005  | 86.25     | 24,733,840           | 21,331,917          |
| 2006  | 91.22     | 25,258,307           | 23,040,293          |
| 2007  | 94.24     | 26,778,399           | 25,236,162          |
| 2008  | 96.91     | 28,897,690           | 28,003,819          |
| 2009  | 92.89     | 33,098,734           | 30,745,460          |
| 2010  | 71.56     | 42,067,236           | 30,101,939          |
| 2011  | 92.42     | 56,644,153           | 52,350,784          |
| 2012  | 95.05     | 55,051,041           | 52,327,393          |
| 2013  | 90.84     | 55,475,289           | 50,394,554          |
| 2014  | 86.02     | 52,523,028           | 45,177,894          |
| 2015  | 93.86     | 56,435,553           | 52,969,464          |
| 2016  | 93.13     | 51,196,517           | 47,679,161          |
| 2017  | 92.61     | 53,245,387           | 49,308,717          |
| 2018  | 93.16     | 53,606,756           | 49,942,046          |
| 2019  | 72.42     | 66,793,506           | 48,372,313          |
| 2020  | 69.18     | 74,708,960           | 51,683,379          |
| 2021  | 68.53     | 84,725,218           | 58,059,180          |
| 2023  | 75.88     | 123,850,736          | 93,974,716          |

## الأنشطة والمهام
تدعم إنترنيوز وسائل الإعلام المستقلة في أكثر من 100 دولة، بما يشمل محطات إذاعية في مخيمات اللاجئين، ومنافذ إخبارية محلية، وصناع أفلام وتقنيين. توفر المنظمة تدريبات للصحفيين ونشطاء الحقوق الرقمية، وتكافح المعلومات المضللة، كما تقدم استشارات مالية لمساعدة وسائل الإعلام على تحقيق الاستدامة الاقتصادية. ساعدت جهودها خلال 40 عاماً شركاءها في إيصال معلومات موثوقة لملايين الأشخاص، مما ساهم في إنقاذ الأرواح، وتحسين سبل العيش، ومساءلة المؤسسات.
اعتمدت المنظمة في تمويلها وفق تقريرها لعام 2021 بشكل أساسي على حكومات الولايات المتحدة وأوروبا، إضافةً إلى المؤسسات الخيرية والأفراد. شملت قائمة الجهات المانحة مؤسسة وارنر ميديا، ومؤسسة بيغل، ومؤسسة كارنيغي في نيويورك، ومؤسسة بيل وميليندا غيتس.

## التحقيقات الجنائية
داهمت الشرطة الروسية في أبريل 2007 مقر مؤسسة الإعلام، التابعة لإنترنيوز، ضمن تحقيق استهدف مانانا أسلامازيان، رئيسة المؤسسة، التي اتُهمت بجلب أموال زائدة عند دخولها روسيا من فرنسا. أصدرت المحكمة الدستورية الروسية في 26 مايو 2008 قراراً بعدم قانونية التهم، ما دفع وزارة الداخلية الروسية إلى إسقاطها وإلغاء مذكرة توقيفها.

## مركز إنترنيوز للابتكار والتعلم
يعمل مركز إنترنيوز للابتكار والتعلم من مقره في واشنطن العاصمة، ويدير مشاريع عالمية تهدف إلى تطوير وسائل الاتصال. يركز على التقاط الاكتشافات التقنية من مكاتب المنظمة حول العالم ونقلها إلى مجتمع التنمية الدولية.
كان مشروع "خريطة الإعلام" أبرز مبادرات المركز، حيث أُطلق بالتعاون مع معهد البنك الدولي ومؤسسة بروكينغز، وبدعم من مؤسسة بيل وميليندا غيتس. درس المشروع العلاقة بين الوصول إلى المعلومات وتأثيره على الديمقراطية، والتنمية الاقتصادية، والحد من الفقر، وحقوق الإنسان، والمساواة بين الجنسين، والصحة.

## القيادة والإدارة
تتولى جان بورغولت منصب الرئيسة التنفيذية لإنترنيوز. يضم مجلس الإدارة شخصيات بارزة من مجالات الإعلام والأعمال والحكومة، مثل كريس بوسكين، وسيمون أوتوس كوكس، وديفيد هوفمان، ولورين كرانر، وأنيا مانويل، وكريستيانا فالكوني سوريل. شغلت سوزان رايس، مستشارة الأمن القومي، عضوية مجلس الإدارة قبل عودتها إلى الحكومة الأمريكية.